# Edmond Popieul
Pour les articles homonymes, voir Popieul.
Edmond Popieul, né le 3 décembre 1897 à Bray-Dunes (Nord) et mort écrasé par un wagon de chemin de fer le 18 avril 1958 au port de Dunkerque (Nord), est un officier radio de la Marine marchande qui combattit dans la résistance gaulliste et, à ce titre, fut désigné comme un des cinq premiers Compagnons de la Libération.

## Biographie
Le 29 janvier 1941, les cinq premiers Compagnons de la Libération sont nommés et forment ainsi le premier conseil de l'ordre. Ce sont Henri Bouquillard, Félix Éboué, Emmanuel d'Harcourt dit D'Ollonde, Edmond Popieul, et Georges Thierry d'Argenlieu.
Il a été conseiller municipal à Malo-les-Bains de 1947 à 1958.

## Décorations
- Commandeur de la Légion d'honneur
- Compagnon de la Libération, décret du 29 janvier 1941
- Croix de guerre 1939–1945
- Chevalier de l'ordre du Mérite maritime
- Médaille commémorative des services volontaires dans la France libre
- Médaille commémorative polonaise de 1918